# Delphinium bracteosum
Delphinium bracteosum là một loài thực vật có hoa trong họ Mao lương. Loài này được Sommier & Levier mô tả khoa học đầu tiên năm 1893.